# سه ایتالیایی در ریو
سه ایتالیایی در ریو (ایتالیایی: Italiani a Rio) یک فیلم کمدی سکسی سبک ایتالیایی به کارگردانی میکله ماسیمو تارنتینی است که در سال ۱۹۸۷ منتشر شد.

## گزیدهٔ بازیگران
- مائورو دی فرانچسکو
- سیلویو اسپاچزی
- لئو گولوتا
- نینو ترتسو
- جیزلا سوفیو
- آدریانا فاکتی
- کللیا روندینلا
- میلتون گونسالویس